# Hesperophanes sericeus
Hesperophanes sericeus là một loài bọ cánh cứng trong họ Cerambycidae.

## Hình ảnh

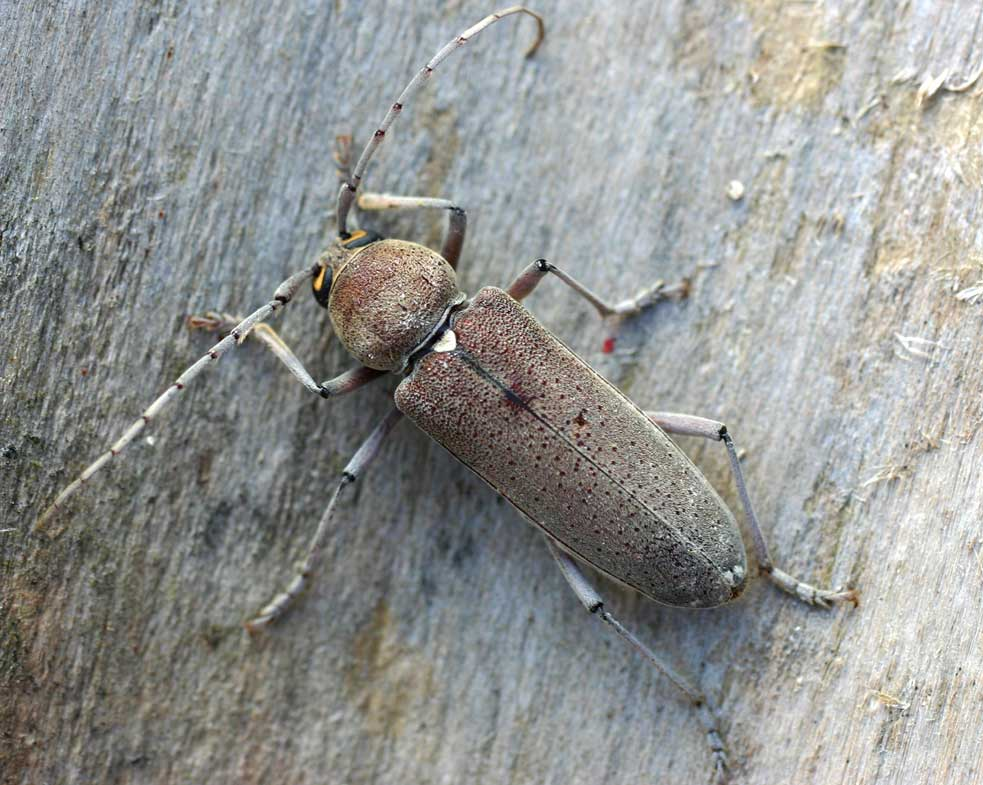
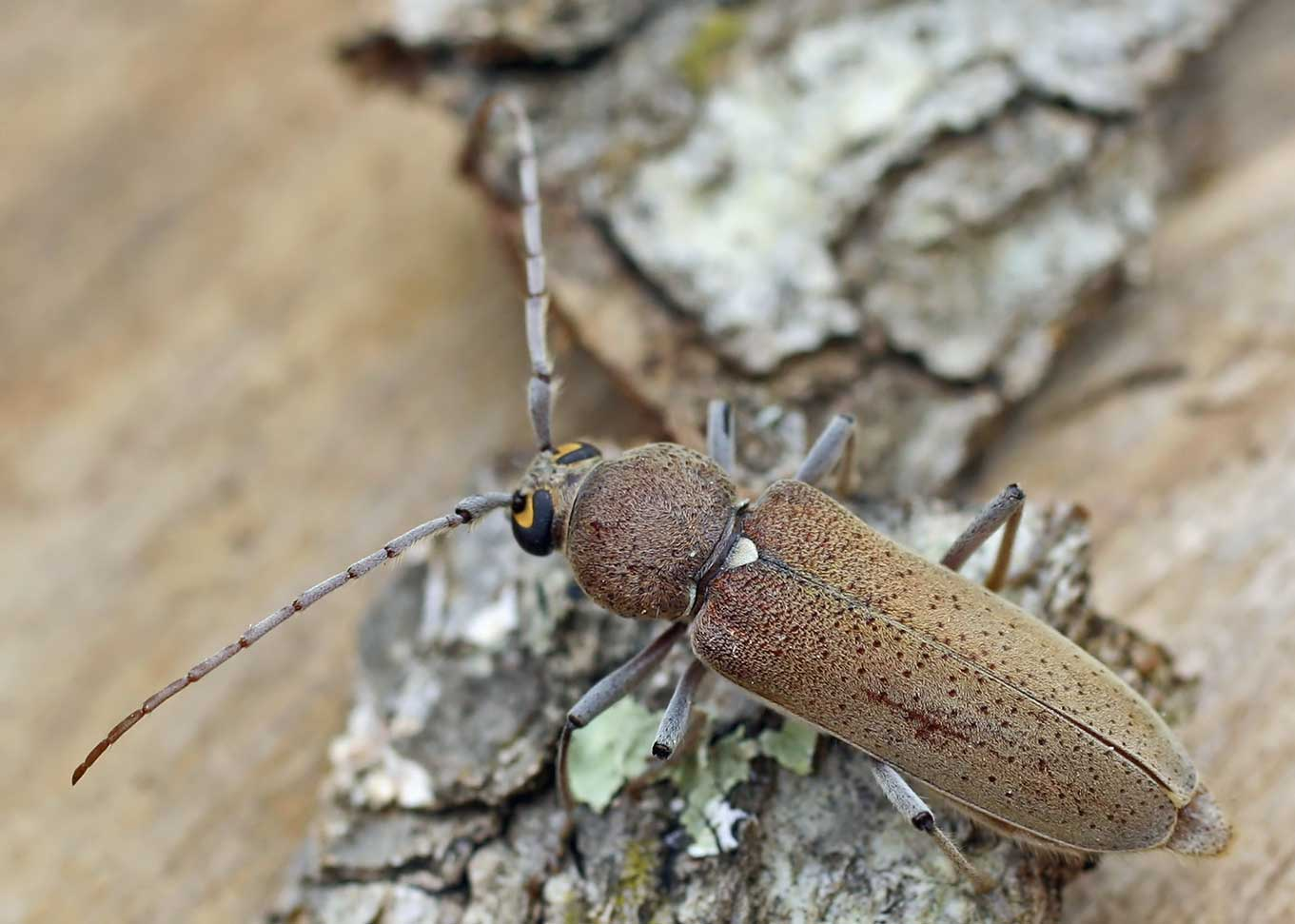